# Brachyistius aletes
Brachyistius aletes är en fiskart som först beskrevs av Fred Harald Tarp 1952.  Brachyistius aletes ingår i släktet Brachyistius och familjen Embiotocidae. Inga underarter finns listade.